# Darktable
Darktable és una aplicació de programari lliure per fotografia, adreçada a facilitar el flux de treball i el processament d'imatges RAW. No es tracta d'un Editor d'imatges de mapa de bits clàssic a l'estil d'Adobe Photoshop o GIMP, sinó que s'adreça més específicament al postprocessat no destructiu d'arxius RAW, així com a oferir un entorn complet per organitzar i gestionar tot el catàleg d'imatges digitals del fotògraf. Aplega així en una única aplicació les funcionalitats d'un editor RAW i d'un catalogador de fotos. Tot i que està orientat principalment a processar arxius RAW, també es pot emprar per editar imatges JPEG, encara que aquest format no permet treure el màxim profit del nivell de precisió i la profunditat de color amb què treballa internament el Darktable (32 bits en coma flotant). Es troba disponible (de forma lliure i gratuïta) per a moltes de les distribucions Linux més populars, així com per OS X i Solaris i es distribueix sota llicència GNU General Public License versió 3 o posterior.

## Característiques
El Darktable aplica el concepte d'edició no destructiva, similar al d'altres aplicacions d'edició d'imatges RAW. En lloc d'aplicar els canvis de forma immediata a la imatge, el programa va creant un registre històric de les operacions i ajustaments que l'usuari vol incorporar. Aquest historial de canvis es pot revisar i modificar en tot moment. La informació original de la imatge es manté sempre inalterada, i és només a l'etapa final d'exportació quan el programa crea un arxiu d'imatge separat al que aplica tots els canvis descrits a l'historial. Això no obstant, els ajustaments que l'usuari va aplicant durant el procés d'edició són visibles en tot moment en una previsualització a temps real. El programa ofereix perfils ICC ja inclosos, acceleració amb la GPU (basada en OpenCL), i admet els formats d'imatge més comuns.
Les funcions d'edició que ofereix el Darktable es mouen en l'àmbit del que anomenaríem "processat i ajustament de fotografies". I no pas en el del "retoc fi" o la creació gràfica. Aquesta segona mena d'ajustaments es deixa per a altres aplicacions més específicament orientades vers aquests camps, com és el cas del GIMP i altres, aplicacions que incorporen el treball a partir de capes i una àmplia gamma d'eines de selecció, paletes de color i pinzells. El Darktable, encara que inclogui alguns mòduls per a efectes de tipus més creatiu o artístic, no pretén entrar en el camp propi d'aquest altre tipus d'aplicacions.

### Màscares
Una funcionalitat destacada, inclosa a partir de la versió 1.4, són les màscares dibuixades, que permeten aplicar els efectes a zones de la imatge definides manualment per l'usuari. Hi ha cinc tipus de màscares disponibles: pinzell, cercle, el·lipse, camí de Bezier, i degradat. Totes són de mida ajustable, permeten modificar el radi de la transició per aconseguir una fusió suau, i el grau d'opacitat és ajustable. Es poden crear tantes màscares com calgui, i controlar-les amb el mòdul “administrador de màscares” a la banda esquerra de la interfície de “cambra fosca”.

### Color
El darktable inclou ja internament diversos perfils ICC: sRGB, Adobe RGB, XYZ, i RGB lineal.

### Importació/exportació
Les imatges JPEG, RAW, CR2, HDR i PFM es poden importar des de disc o bé directament de la càmera, i ser exportades a disc, àlbums web Picasa, Flickr, e-mail, o bé a una galeria web simple basada en HTML. Els formats de sortida poden ser JPEG, PNG, TIFF, PPM, PFM i EXR.

### Creació de scripts
El Darktable pot ser controlat amb scripts escrits en llenguatge Lua, versió 5.2. Lua es pot emprar per definir accions que el Darktable executi quan es produeixi un fet derminat. Per exemple, cridar una aplicació externa durant l'exportació d'arxius per tal d'aplicar etapes de processat addicionals fora del Darktable.

### Histograma multimode
Hi ha disponibles diversos tipus d'histograma (tots amb canals vermell, verd i blau seleccionables individualment): lineal, logarítmic i waveform (des de la versió 1.4).

## Interfície d'usuari

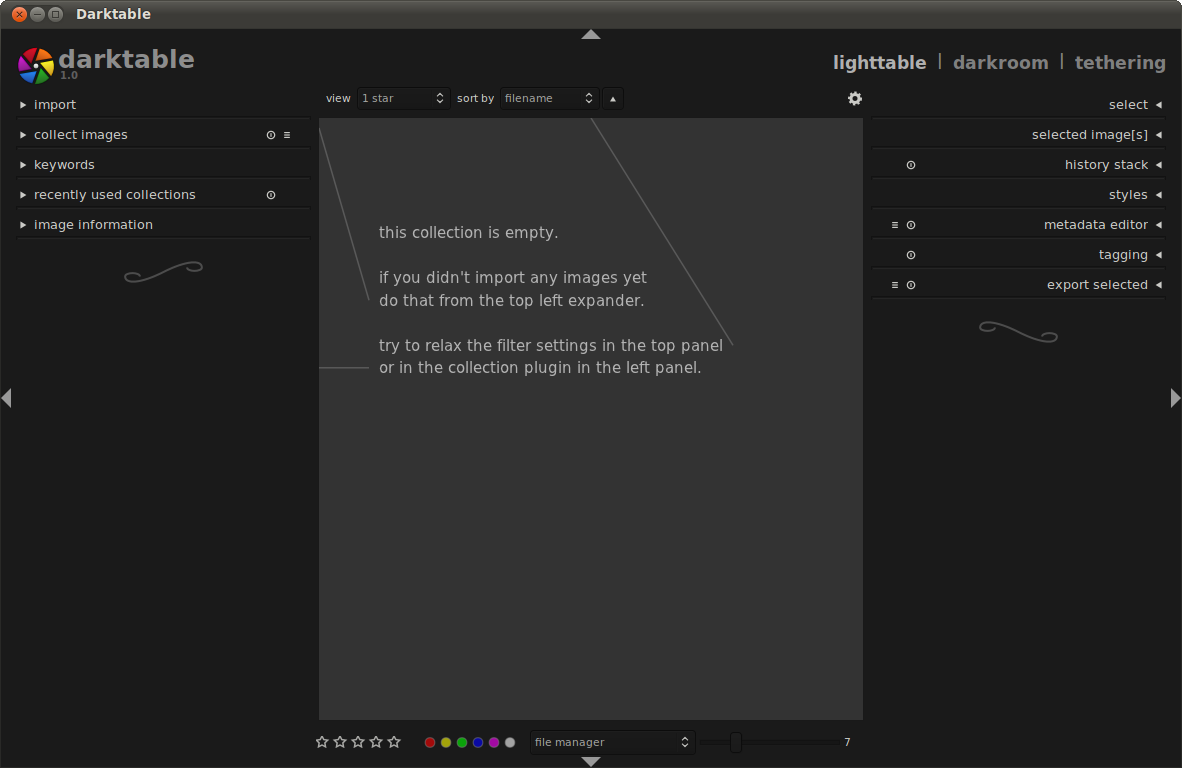
darktable 1.0 tal com es veu després de la instal·lació

El Darktable compta amb dos modes principals, taula de llum i cambra fosca, que es corresponen a etapes clàssiques del processat en la fotografia analògica. Altres modes complementaris són tethering, mapa i presentació de diapositives. En iniciar el programa per defecte s'obre el mode “taula de llum”, on es mostren les col·leccions d'imatges. Tots els panells en tots els modes es poden amagar per maximitzar l'espai de visualització disponible a la pantalla.

### Taula de llum
Aquest primer mode (el seu el nom en anglès és “lighttable”) simula la funcionalitat de les taules translúcides il·luminades, emprades en la fotografia analògica per inspeccionar negatius i diapositives. Però hi afegeix eines per classificar i fer recerques dins d'un catàleg de fotografies que pot ser molt extens. Al centre es mostren miniatures de les imatges de la col·lecció activa. El panell esquerre és per importar noves imatges, mostrar informació Exif i filtrar amb quines imatges es vol treballar. A la part superior hi ha butons per puntuar i categoritzar, mentre que al panell dret se situen diversos mòduls com l'editor de metadades i l'etiquetatge. El mòdul per exportar imatges es troba a la part inferior del panell dret.

### Cambra fosca
El nom d'aquest segon mode (“darkroom” en anglès) evoca els processos i ajustaments duts a terme en el laboratori fotogràfic durant el positivat en paper del material negatiu. El mode cambra fosca serveix per aplicar tractaments a una sola imatge triada des del mode anterior. Ens mostra la imatge en el centre, amb quatre panells al seu voltant. La majoria d'eines es troben a la dreta. El panell esquerre mostra una previsualització desplaçable i ampliable de la imatge, la pila de l'historial de tractaments aplicats, una eina per prendre mostres de color, i la informació Exif. A sota es mostra una tira de pel·lícula, amb miniatures de les altres imatges de la col·lecció activa, que es pot ordenar i filtrar amb les llistes del panell superior. Aquest darrer també dona accés a la configuració de les preferències. La configuració del Darktable permet definir dreceres de teclat pròpies i ajustaments per defecte personalitzats.

### Tethering
Aquest tercer mode permet controlar des del programa la mateixa càmera connectada mitjançant un cable a l'ordinador, permetent així l'adquisició de les imatges en temps real. Això és possible en els models de càmeres que ho permeten, a través del programa gPhoto.

### Mapa
El quart mode pot mostrar mapes cartogràfics des de diferents servidors en línia, i permet georeferenciar les imatges arrossegant-les i deixant-les anar sobre un punt del mapa.

### Presentació de diapositives
Disponible a partir de la versió 1.6

## Mòduls
A Desembre 2014, el Darktable inclou 55 mòduls d'ajustament d'imatge, dividits en 5 grups;

### Grup bàsic
Mòduls per operacions d'ajustament de fotografies simples i ben coneguts, que inclouen escapça i gira; corba base, que permet triar corbes predefinides per a una bona adaptació del contrast i els colors a partir de les dades RAW; exposició; reconstrucció d'altes llums; demosaic; balanç de blancs; llums i ombres; contrast brillantor i saturació; orientació i inverteix, que permet definir el color del suport de pel·lícula amb una eina de mostres de color.

### Grup de tonalitat
Mòduls relacionats amb el contrast i la lluminositat, inclouen llum de reeemplenat per modificar l'exposició d'acord amb la lluminositat dels píxels; nivells per ajustar els punts de negre, gris mitjà i blanc; corba de tons; sistema de zones; contrast local; mapatge de tons i mapatge de tons global.

### Grup de color
Els mòduls relacionats amb la tonalitat de color i la saturació inclouen velvia, que imita els colors de les pel·lícules Velvia incrementant més la saturació en els píxels menys saturats que en els ja molt saturats; mesclador de canals; contrast de color; correcció del color, per modificar la saturació global o afegir una dominant de color; monocrom; zones de color; balanç de color; vivesa (vibrance); pefils de color d'entrada/sortida/pantalla i repara perfil d'entrada.

### Grup de correcció
Mòduls per reparar imperfeccions visuals, incloent-hi enfoca (sharpen); tramat (dithering); equalitzador; treu soroll (mitjana no local); treu soroll (filtre bilateral); treu soroll (amb perfil); treu franges de color; correcció de l'òptica mitjançant la llibreria LensFun; treu taques; aberracions cromàtiques; treu soroll de dades RAW; escala píxels; gira píxels i píxels calents per la correcció de píxels defectuosos.

### Grup d'efectes
Mòduls de postprocessat artístic, per a efectes visuals. marca d'aigua; emmarca; split toning; vinyetatge; suavitza; gra; passaalt; passabaix; visió en llum feble; enlluerna (bloom); mapatge de color; acoloreix; i filtre degradat.

## Distribució
Darktable es distribueix sota llicència GNU GPL (v3.0 o posterior) com a programari lliure. La versió actual del Darktable funciona amb Linux i OS X. Moltes distribucions Linux inclouen Darktable en els seus repositoris, entre elles Debian, Ubuntu, Fedora, openSUSE, Arch Linux, i Gentoo Linux. El sistema operatiu Windows no està suportat de forma nativa.
Darktable funciona també amb Solaris 11, amb paquets en format IPS proporcionats pel mantenidor.

## Historial de versions
| Versió                               | Llançament             | Descripció |
| ------------------------------------ | ---------------------- | --- |
| 0.1 (alpha)                          | 12 d'abril 2009        | La primera versió disponible de manera pública es va penjar a SourceForge. |
| 1.0                                  | 15 de març 2012        | Primera versió estable. Nous mòduls, noves càmeres suportades, codificació d'idioma xinesa. |
| 1.0.5                                | 24 de juny 2012        | Actualització a RawSpeed r438 amb LibRaw 0.14.7, afegits predefinits de balanç de blancs i matrius de color estàndard per a noves càmeres. |
| 1.1                                  | 25 de novembre 2012    | Nous predefinits i suport millorat pel balanç de blancs, recerca d'imatges per semblança, geoetiquetatge, paquet per OS X, exportació a Facebook, interficie d'usuari redissenyada, vista en temps real per la captura per "tethering". Afegida acceleració per hardware OpenCL amb la GPU per a molts mòduls. |
| 1.2                                  | 7 d'abril 2013         | Nou mòdul d'eliminació de soroll amb perfil, importació des de Lightroom, suport d'instàncies múltiples d'un mateix mòdul, usabilitat millorada pels mòduls de distorsió, copiat/enganxat selectiu del processat de la imatge, nova eina de correcció de perspectiva més intuitiva, suport pel format jpeg2000, importació amb GraphicsMagick, càrrega de miniatures molt més ràpida. |
| 1.2.1                                | 28 de maig 2013        | Nous perfils de soroll i ajustaments de balanç de blancs per diferents càmeres, etc. |
| 1.2.2                                | 28 de juny 2013        | Suport de noves càmeres. |
| 1.2.3                                | 13 de setembre 2013    | Suport de noves càmeres i correcció d'errors. |
| 1.4                                  | 26 de desembre 2013    | Nova versió major, noves funcionalitats com màscares i possibilitat d'emprar scripts lua Tres mòduls nous: "contrast brillantor saturació" "balanç de color" i " mapatge de color". Nous scripts per a obtenir perfils de càmera. |
| 1.4.1                                | 15 de febrer 2014      | lectura/escritura TIFF, opció de sobreeescriure en exportar, importació multi-estil, suport per noves càmeres i correcció d'errors. |
| 1.4.2                                | 29 d'abril 2014        | Neteja i correcció d'errors, suport experimental per Nikon D5300 i D3300, Samsung NX1100 i NX30, i Olympus E-M10. Optimització SSE2 en l'agoritme de demosaic AMAZE. |
| 1.6.0                                | 7 de desembre 2014     | Nova versió major. Suport per moltes noves càmeres i més perfils de soroll. Suport inicial per càmeres amb sensor X-Trans. Nou mode de Presentació de diapositives. Eina per crear corbes base a partir d'un parell RAW+JPEG. Suport d'imatges de mida molt més gran (en plataformes de 64 bits). Nivells automàtics. Nou mòdul treu franges de color. Nova vista prèvia permanent. El balanç de blancs ara es pot desactivar. Nou mode "reconstrucció del color" per la reconstrucció d'altes llums. Límits flexibles en tots els controls lliscants. Suport per monitors d'alta densitat de píxels. Possibilitat d'escoltar les notes de veu. Nou codi per al suport TIFF, admet ara format de 32 bit en coma flotant. Nou motor de recerca que sincronitza tots els fitxers xmp en iniciar el programa. Metadades PPI en exportar imatges. Paquets signats per a OSX. La vista de mapa es pot restringir per mostrar només les imatges de la col·lecció actual. El darktable-cli ja no requereix un servidor gràfic X actiu. Els ajustaments de correcció de l'òptica es poden copiar i enganxar a altres imatges. Perfil ICC Rec2020 lineal. Suport de perfils ICC incrustats en arxius PNG i TIFF, tant en la lectura com en l'escriptura. Moltes noves funcionalitats pels scripts LUA, millores en la velocitat, millores internes i correcció d'errors. Traducció completa al català. |
| 1.6.1                                | 21 de desembre 2014    | Correcció d'errors, com per exemple fallades en editar imatges de més de 134 MB. |
| 1.6.2                                | 2 de febrer 2015       | Correcció d'errors, suport de noves càmeres, control de la mida del pinzell amb el teclat, exportació a galeria local restringit ara als formats útils per a la web (JPEG/PNG/WebP). |
| 1.6.3                                | 1 de març 2015         | Correcció d'errors, suport de noves càmeres, límits flexibles en els radis, corregit límit flexible del negre a exposició, la finestra d'importació des de càmera ara és transitòria, suport de lectura/escriptura de cromacitats en arxius EXR, possibilitat d'establir per defecte la base de dades en memòria RAM a la configuració, afegit control MIME per a formats no RAW. |
| 2.0                                  | 24 de desembre 2015    | Nova versió major. El Darktable ha estat portat a gtk-3.0. Nou sistema de memòria cau de miniatures, que substitueix la memòria cau de mipmap (cosa que millora molt la velocitat, l'estabilitat i admet les pantalles de 4k/5k). Ara es poden generar les miniatures per a tota la base d'imatges amb la nova utilitat "darktable-generate-cache". S'abandona el suport per plataformes de 32 bits per les limitacions en l'espai d'adreces virtuals. Nou mòdul per imprimir imatges directament des del Darktable, i altres noves funcionalitats. |
| 2.0.7                                | 23 d'octubre de 2016   | Darrera revisió menor de la branca 2.0.x |
| 2.4                                  | 24 de desembre de 2017 | Des d'aquesta versió rep suport per a Windows. Un nou algoritme de depuració X-Trans, anomenat Freqüència de Domini de Croma, permet eliminar la boira. |
| 3.0                                  | 24 de desembre de 2019 | Gran quantitat de canvis tant en la Interfície d'usuari com en el codi de l'aplicació, proporcionant un millor flux de treball. Es va revisar completament la interfície d'usuari GTK, que quedava sota el domini de fulls d'estil en cascada (CSS) i requeria com a versió mínima la versió GTK 3.22. |
| 3.4.1                                | 6 de febrer de 2021    | Generació de miniatures (thumbnails) de manera més ràpida durant la importació. Algunes millores menors en els fulls d'estil en cascada. |
| 3.6                                  | 3 de juliol de 2021    | Permet visualitzar miniatures d'imatges abans de ser importades; introdueix un nou algorisme d'interpolació cromàtica (demosaic) i un nou mòdul RGB de balanç de color entre d'altres. La versió 3.6.1 (15-09-2021) corregia errors de programari i afegia suport per a noves càmeres digitals. |
| 3.8                                  | 24 de desembre de 2021 | Es revisà i amplià el sistema de dreceres del teclat. Es donà suport per a controlar l'aplicació amb altres dispositius d'entrada com controladors MIDI i fins i tot plataformes de jocs. Es millorà la gestió dels desenfocs. |
| 3.8.1                                | 11 de febrer de 2022   | Afegeix traduccions al castellà i el neerlandès en la documentació, i soluciona nombrosos errors de programari i altres millores. |
| 4.0                                  | 2 de juliol de 2022    | Afegí una renovada interfície d'usuari i millores en els colors saturats. |
| 4.2                                  | 21 de desembre de 2022 | Afegí suport JPEG-XL entre altres novetats i correccions. |
| 4.2.1                                | 22 de febrer de 2023   | Donà suport per a noves càmeres i millorà el suport per al format RAF de Fujifilm. |
| 4.4                                  | 21 de juny de 2023     | Afegí nous paràmetres predefinits de balanç de blancs i perfils de soroll per a diverses càmeres digitals, |
| 4.6                                  | 21 de desembre de 2023 | Va afegir la possibilitat de desar automàticament l'historial d'edició cada 10 segons a la vista darkroom. |
| 4.6.1                                | 17 de febrer 2024      | Millorà el mode recursiu i l'inici d'OpenCL per a diverses GPU. |
| 4.8                                  | 21 de juny de 2024     | Introduí un mòdul per a equalitzar el color, controlant el to, la claredat i la saturació. |
| Llegenda:Versió antigaDarrera versió |                        | |

## Forks
Ansel. A finals de desembre de 2022, aparegué un fork de Darktable elaborat per Aurélien Pierre, un exmembre de l'equip descontent amb les decisions que s'estaven prenent pel que feia a interfície d'usuari i experiència d'usuari.